# Kinbasket Lake
Kinbasket Lake är en sjö i Kanada.   Den ligger i provinsen British Columbia, i den centrala delen av landet, 3 200 km väster om huvudstaden Ottawa. Kinbasket Lake ligger 729 meter över havet. Arean är 410 kvadratkilometer. Den sträcker sig 141,5 kilometer i nord-sydlig riktning, och 126,4 kilometer i öst-västlig riktning.
I omgivningarna runt Kinbasket Lake växer i huvudsak barrskog. Trakten runt Kinbasket Lake är nära nog obefolkad, med mindre än två invånare per kvadratkilometer.